# Alexandre Julienne
Pour les articles homonymes, voir Julienne.
 (février 2017).
Alexandre Julienne (né le  18 mai 1882 à Nort-sur-Erdre en Loire-Inférieure – mort le 22 août 1964 à Saint-André-sur-Orne) est un militant syndical et politique français. En 1922, il devient membre de la Commission exécutive de la CGTU.

## Biographie
- 1910 : il commence, probablement, à militer au Parti socialiste.
- après les grèves de février et mai 1920 : pour sa participation à celles-ci, il est révoqué de son emploi de sous-chef de gare, à Achères en Seine-et-Oise. En décembre de cette même année, la Fédération socialiste de Seine-et-Oise le délègue au Congrès de Tours.
- 1921 : il assure le secrétariat de l'Union départementale CGT de Seine-et-Oise.
- 1922 : il est candidat pour le Parti communiste (PC) aux élections cantonales à Poissy. Cette même année, il est élu à la Commission exécutive nationale de la CGTU.
- 1923 : devenu délégué permanent dans le Nord pour le PC, il présente un rapport devant le Comité directeur.
- 1926 : il est réintégré dans les chemins de fer, à Caen dans le Calvados et devient un militant actif de la Fédération CGTU des cheminots. Lors du congrès de l'Union État, à Caen, il est désigné pour siéger au comité fédéral et se trouve dans la minorité hostile au PC.
- 1927 : délégué au congrès fédéral, il se déclare partisan de l'autonomie des réseaux défendue par les militants du réseau État.
- 1930 : à nouveau délégué au congrès fédéral, il aurait, selon L'Humanité, accusé Monmousseau et Semard, dirigeants de la CGTU, d'être des « flics ».
- 1931 : lors des élections législatives, il est le candidat du Parti socialiste dans la première circonscription de Caen.
- 1934 : lors des élections cantonales, il est candidat dans le canton de Caen-Est.

## Source
- Dictionnaire biographique du mouvement ouvrier français : « notice Julienne Alexandre, Marie, Joseph », par Gabriel Désert et Jean-Luc Pinol, version mise en ligne le 30 juin 2008, dernière modification le 14 juillet 2013.